# Bhaga
Bhaga (भागा) è una divinità vedica. Nel Rigveda è uno degli Aditya, le sette divinità solari figlie di Aditi. In particolare, rappresenta la divinità della ricchezza e della prosperità. Bhaga è il dio che sovrintende alla distribuzione dei beni e al destino di ogni uomo in relazione al suo merito, ed è associato a suo fratello, Aryaman, per quanto riguarda l'aspettativa di un matrimonio di successo.

## Etimologia e significati
Bhaga è un termine Sanscrito il cui significato è signore, padrone, ma usato anche per indicare ricchezza o prosperità. La sua origine è remota, e termini provenienti dalla medesima radice indoeuropea si trovano in molte lingue di origine indoeuropea: in greco Zeus bagaious, in avestico Bagha, in persiano antico Baga, nell'Antico slavo ecclesiastico Bogu e Bogatu, in lingua lituana Bogotas e Nabagas. La parola sembra affine a Bhagavan e Bhagya, termini usati in diverse lingue indiane per indicare, rispettivamente Dio e destino.
In Avestano il termine bagha ha un significato incerto, ma viene usato per definire un "signore o un padrone". Dall'aggettivo segue il sostantivo, e tale termine potrebbe diventare l'epiteto del nome precedente, ad esempio Signor X. In alternativa, potrebbe essere parte di un composto dvandvah, cioè letto come "X e Baga", che implicherebbe Baga quale figura specifica.
Nelle lingue slave il termine è trasformato in bogu e in persiano bagha. Questa parola bogu in slavo indica indistintamente le divinità, e un altro termine, affine al Devitico daeva, è usato per indicare il dio creatore, Rod, equivalente slavo di Brahmā. La semantica è simile a quella della parola "lord" lingua inglese,  (da hlaford ossia pane guardiano), con l'idea che tra le funzioni di un capo o leader vi sia la distribuzione delle ricchezze tra i suoi seguaci. Il nome della città Baghdad condivide le sue origini con il persiano Medio Baga: baga-dati o dono divino, in persiano moderno: Baghdad. 

## Attestazioni
Nel Rigveda, bhaga è un epiteto sia dei mortali che degli dei (ad esempio di Savitr, Indra e Agni), che conferiscono ricchezza e prosperità, così come la personificazione di un dio particolare, Bhaga, che ha le stesse funzioni. La personificazione è attestata principalmente in RV 7.41, in cui Bhaga è invocato circa 60 volte, insieme ad Agni, Indra, alla coppia Mitra - Varuna, i due Ashvin, Pushan, Brahmanaspati, Soma e Rudra.
Bhaga è invocato anche altrove in compagnia di Indra, Varuna e Mitra (es. RV 10.35, 42.396). La personificazione è occasionalmente intenzionalmente ambigua, come in RV 5.46, dove gli uomini sono descritti mentre chiedono a Bhaga di condividere il bhaga. Bhaga è occasionalmente associato al sole: in RV 1.123, si dice che l'Alba (Ushas) sia sua sorella, e in RV 1.136, l'occhio di Bhaga è adornato di raggi.
Il Nirukta del V/VI secolo a.C. (Nir. 12.13) descrive Bhaga come il dio del mattino. Nel Bhagavata Purana, Bhaga appare tra gli Aditya, che sono in questo testo dodici dèi solari.